# Borba
Borba és un municipi portuguès, situat al districte d'Évora, a la regió d'Alentejo i a la subregió de l'Alentejo Central. L'any 2006 tenia 7.483 habitants. Limita al nord-est amb Monforte, a l'est amb Elvas, al sud-est amb Vila Viçosa, al sud-oest amb Redondo i a l'oest amb Estremoz.

## Població
| Població del concelho de Borba (1801 – 2004) | Població del concelho de Borba (1801 – 2004) | Població del concelho de Borba (1801 – 2004) | Població del concelho de Borba (1801 – 2004) | Població del concelho de Borba (1801 – 2004) | Població del concelho de Borba (1801 – 2004) | Població del concelho de Borba (1801 – 2004) | Població del concelho de Borba (1801 – 2004) | Població del concelho de Borba (1801 – 2004) |
| -------------------------------------------- | -------------------------------------------- | -------------------------------------------- | -------------------------------------------- | -------------------------------------------- | -------------------------------------------- | -------------------------------------------- | -------------------------------------------- | -------------------------------------------- |
| 1801                                         | 1849                                         | 1900                                         | 1930                                         | 1960                                         | 1981                                         | 1991                                         | 2001                                         | 2004                                         |
| 3726                                         | 4652                                         | 6551                                         | 8094                                         | 10431                                        | 8813                                         | 8254                                         | 7782                                         | 7545                                         |

## Freguesies
- Matriz (Borba)
- Orada
- Rio de Moinhos
- São Bartolomeu (Borba)